# Alexandr Vasiljevič Alexandrov
Alexandr Vasiljevič Alexandrov (rusky Александр Васильевич Александров) (1. dubnajul./ 13. dubna 1883greg., Plachino – 8. červenec 1946, Berlín) byl ruský sovětský hudební skladatel, dirigent, sbormistr a hudební pedagog. V roce 1928 založil a následně po mnoho let vedl slavný pěvecký sbor Alexandrovci. Složil též hymnu Sovětského svazu, platnou od roku 1944 až do zániku tohoto státu. Od roku 2000 je s pozměněným textem hymnou Ruska. Napsal i slavnou píseň Svatá válka, neoficiální hymnu Velké vlastenecké války. Byl profesorem Moskevské státní konzervatoře.
Byl národním umělcem SSSR (1937) a laureátem dvou Stalinových cen první třídy (1942, 1946). Získal hodnost generálmajor. V září 1946 mu byl posmrtně udělen Československý řád Bílého lva III. stupně.
Jeho ženou byla Ksenija Morozova.